# Van Nuys

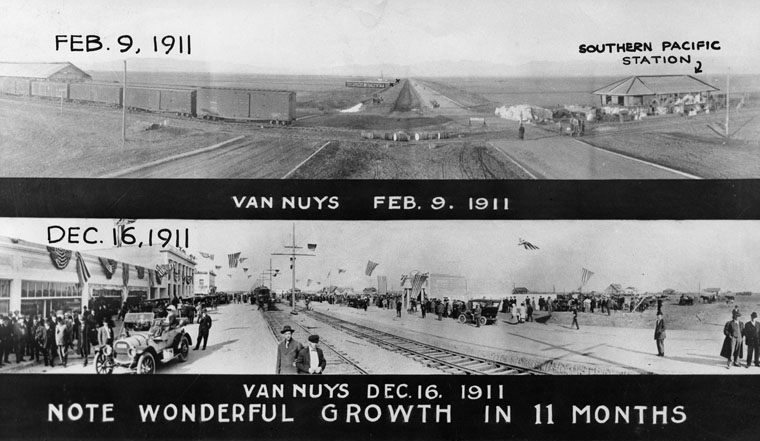
Due immagini che testimoniano lo straordinario tasso di crescita fatto registrare da Van Nuys tra il febbraio e il dicembre 1911

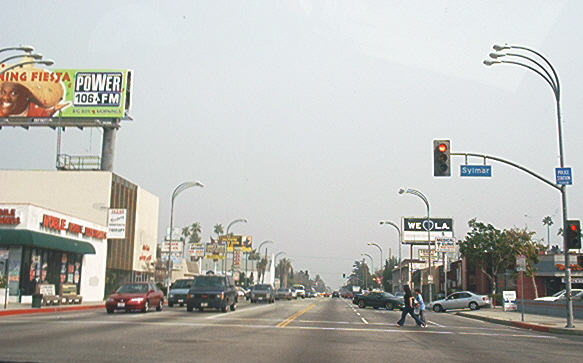
L'intersezione fra Victory Boulevard e Sylmar Avenue.

Van Nuys (pronuncia in lingua inglese: vænˈnaɪz) è un distretto della città statunitense di Los Angeles, California, situato nella San Fernando Valley. Conta 136 443 abitanti (2000). È stata sede dell'eparchia greco-cattolica rutena di Van Nuys (oggi eparchia della Santa Protezione di Maria di Phoenix).
La località è stata fondata il 22 febbraio 1911, quando prese avvio la lottizzazione del territorio con l'insediamento dei primi edifici abitativi e commerciali.
Prende il nome da Isaac Newton Van Nuys, banchiere americano di origini olandesi, che nel 1869 fondò la San Fernando Homestead Association, un gruppo finanziario costituito appositamente con lo scopo di urbanizzare quella particolare zona della valle californiana.
VNY è il codice aeroportuale IATA del locale aeroporto civile.
A Van Nuys hanno sede le case discografiche Hopeless Records e MGA Entertainment.
Vi si trova la Van Nuys High School, fondata nel 1914.

## Trasporti
La città è servita dall'Aeroporto di Van Nuys.